# Casa Miarnau
La Casa Miarnau és una obra de Llardecans (Segrià) inclosa a l'Inventari del Patrimoni Arquitectònic de Catalunya.

## Descripció
Habitatge entre mitgeres de planta baixa i dos pisos que reprodueix amb netedat la tipologia de casa gran que es troba també a Maials. Una entrada ampla, que dona en façana amb dues finestres. Gran porta d'entrada d'arc dovellat de mig punt. El pis amb balconada a la façana i sala principal pintada al fresc. Balcó central amb llinda decorada.Petits finestrons a la golfa i galeria a la part del darrere.